# فوره ۸۶۸۵
سیارک ۸۶۸۵ (به انگلیسی: 8685 Faure، نامگذاری:1992GG3) هشت هزار و ششصد و هشتاد و پنجمین سیارک کشف شده‌است که در ۴ آوریل ۱۹۹۲ کشف شد.
قدر مطلق سیارک برابر ۱۶.۲ است.